# مرحلة المجموعات في دوري أبطال إفريقيا 2018
مرحلة المجموعات من دوري أبطال إفريقيا 2018 ستقام من 4 مايو إلى 28 أغسطس 2018. ويتنافس ما مجموعه 16 فريقًا في مرحلة المجموعات لتحديد المراكز الثمانية في مرحلة خروج المغلوب من دوري أبطال أفريقيا 2018.

## القرعة
تم إجراء القرعة لمرحلة المجموعات في 21 مارس 2018، الساعة 7:00 مساءً بتوقيت شرق أوروبا (UTC+2)، في فندق ريتز كارلتون في القاهرة، مصر. تم تقسيم الفرق الستة عشر، وجميعها الفائزة في الجولة التأهيلية الأولى، إلى أربع مجموعات من أربعة. تم ترتيب الفرق وفقا لأدائها في مسابقات الكاف للمواسم الخمسة السابقة (يشار إلى نقاط ترتيب CAF لمدة 5 سنوات بين قوسين). احتوت كل مجموعة على فريق واحد من كل من الوعاء 1 و الوعاء 2 و الوعاء 3 و الوعاء 4، وتم جذب كل فريق إلى أحد المراكز في مجموعتهم.
| الوعاء | الوعاء 1 | الوعاء 2 | الوعاء 3 | الوعاء 4                                                                  |
| ------ | --- | --- | --- | ------------------------------------------------------------------------- |
| الفرق  | - تي بي مازيمبي (75 نقطة) - الأهلي (58 نقطة) - النجم الرياضي الساحلي (49 نقطة) - نادي الوداد الرياضي (46 نقطة) | - ماميلودي صن داونز (39 نقطة) - نادي زيسكو يونايتد (26 نقطة) - الترجي الرياضي التونسي (24.5 نقطة) - وفاق سطيف (18.5 نقطة) | - نادي مولودية الجزائر (10 نقاط) - نادي كامبالا سيتي (5 نقاط) - نادي هورويا (5 نقاط) - نادي إمبابان سوالوز (5 نققاط) | - نادي بريميرو دي أغوستو - تاونشيب رولرز - نادي الدفاع الجديدي - توغو بور |

## الشكل
في مرحلة المجموعات، لعبت كل مجموعة في الداخل والخارج من خلال جولة روبن. يصل الفائزون والوصيفون في كل مجموعة إلى الدور ربع النهائي من مرحلة خروج المغلوب.

### كسر التعادل
يتم ترتيب الفرق وفقا للنقاط (3 نقاط للفوز، نقطة واحدة للتعادل، 0 نقطة للخسارة). إذا كان هناك تعادل في النقاط، يتم تطبيق كسر التعادل على الترتيب التالي (اللوائح الثالثة، 20 و21):
1. النقاط في المباريات وجهاً لوجه بين الفرق المتعادلة؛
2. فارق الأهداف في المباريات وجهاً لوجه بين الفرق المتعادلة؛
3. الأهداف المسجلة في المباريات وجهاً لوجه بين الفرق المتعادلة؛
4. الأهداف المسجلة خارج المنزل في المباريات وجهاً لوجه بين الفرق المتعادلة؛
5. في حالة تعادل أكثر من فريقين، وبعد تطبيق جميع المعايير المذكورة أعلاه، لا تزال مجموعة فرعية من الفرق مرتبطة، ويتم تطبيق جميع المعايير المذكورة مرة أخرى حصريًا على هذه المجموعة الفرعية من الفرق؛
6. فارق الأهداف في جميع مباريات المجموعة؛
7. الأهداف المسجلة في جميع مباريات المجموعة؛
8. الأهداف المسجلة خارج المنزل في جميع مباريات المجموعة؛
9. سحب القرعة.

## الجدول الزمني
سيكون البرنامج لكل يوم من أيام المباراة هو التالي (المباريات المجدولة في منتصف الأسبوع بالحروف المائلة). بدءا من مرحلة المجموعات في دوري الأبطال، يتم لعب مباريات نهاية الأسبوع يومي الجمعة والسبت، في حين يتم لعب مباريات منتصف الأسبوع في أيام الثلاثاء، مع بعض الاستثناءات. يتم تعيين أوقات البدء أيضا في الساعة 13:00 (أيام السبت والثلاثاء فقط)، 16:00 و 19:00 بتوقيت جرينتش.
| يوم المباراة | مواعيد           | مباريات                            |
| ------------ | ---------------- | ---------------------------------- |
| الجولة 1     | 4–5 مايو 2018    | فريق 1 ضد فريق 4، فريق 2 ضد فريق 3 |
| الجولة 2     | 15 مايو 2018     | فريق 3 ضد فريق 1، فريق 4 ضد فريق 2 |
| الجولة 3     | 17 يوليو 2018    | فريق 4 ضد فريق 3، فريق 1 ضد فريق 2 |
| الجولة 4     | 27–28 يوليو 2018 | فريق 3 ضد فريق 4، فريق 2 ضد فريق 1 |
| الجولة 5     | 17–18 أغسطس 2018 | فريق 4 ضد فريق 1، فريق 3 ضد فريق 2 |
| الجولة 6     | 28 أغسطس 2018    | فريق 1 ضد فريق 3، فريق 2 ضد فريق 4 |

## المجموعات

### المجموعة أ
| م | الفريق                 | لعب | ف | ت | خ | أ.له | أ.ع | أ.ف | نقاط | التأهل            |        | الأهلي | الترحي | كامبالا | رولرز  |
| - | ---------------------- | --- | - | - | - | ---- | --- | --- | ---- | ----------------- | ------ | ------ | ------ | ------- | ------ |
| 1 | الأهلي                 | 6   | 4 | 1 | 1 | 9    | 5   | +4  | 13   | الدور ربع النهائي |        | —      | 0–0    | 28 Aug  | 17 Jul |
| 2 | الترجي الرياضي التونسي | 6   | 3 | 2 | 1 | 8    | 4   | +4  | 11   | الدور ربع النهائي |        | 17 Aug | —      | 17 Jul  | 4–1    |
| 3 | كامبالا سيتي           | 6   | 2 | 0 | 4 | 8    | 9   | −1  | 6    |                   |        | 2–0    | 28 Jul | —       | 18 Aug |
| 4 | تاونشيب رولرز          | 6   | 1 | 1 | 4 | 2    | 9   | −7  | 4    |                   | 28 Jul | 28 Aug | 1–0    | —       |        |

| الأهلي | 0–0   | الترجي الرياضي التونسي |
| ------ | ----- | ---------------------- |
|        | تقرير |                        |

| تاونشيب رولرز            | 1–0   | نادي كامبالا سيتي |
| ------------------------ | ----- | ----------------- |
| - ليمبوني تشيريليتسو 35' | تقرير |                   |

| نادي كامبالا سيتي                             | 2–0   | الأهلي |
| --------------------------------------------- | ----- | ------ |
| - إبراهيم جمعة 74' - تيموثي أواني 89' (ركلة.) | تقرير |        |

| الترجي الرياضي التونسي                                        | 4–1   | تاونشيب رولرز      |
| ------------------------------------------------------------- | ----- | ------------------ |
| - يوسف بلايلي 25' - أنيس البدري 46'، 90+1' - بلال الماجري 78' | تقرير | - سيغولامي بوي 41' |

| الترجي الرياضي التونسي | ضد    | نادي كامبالا سيتي |
| ---------------------- | ----- | ----------------- |
|                        | تقرير |                   |

| الأهلي | ضد    | تاونشيب رولرز |
| ------ | ----- | ------------- |
|        | تقرير |               |

| نادي كامبالا سيتي | ضد    | الترجي الرياضي التونسي |
| ----------------- | ----- | ---------------------- |
|                   | تقرير |                        |

| تاونشيب رولرز | ضد    | الأهلي |
| ------------- | ----- | ------ |
|               | تقرير |        |

| الترجي الرياضي التونسي | 1-0   | الأهلي        |
| ---------------------- | ----- | ------------- |
|                        | تقرير | 32:وليد أزارو |

| نادي كامبالا سيتي | 0-1   | تاونشيب رولرز |
| ----------------- | ----- | ------------- |
| 83:باتريك كادو    | تقرير |               |

| الأهلي | ضد    | نادي كامبالا سيتي |
| ------ | ----- | ----------------- |
|        | تقرير |                   |

| تاونشيب رولرز | ضد    | الترجي الرياضي التونسي |
| ------------- | ----- | ---------------------- |
|               | تقرير |                        |

### المجموعة ب
| م | الفريق               | لعب | ف | ت | خ | أ.له | أ.ع | أ.ف | نقاط | التأهل            |        | مازيمبي | سطيف   | الدفاع | المولودية |
| - | -------------------- | --- | - | - | - | ---- | --- | --- | ---- | ----------------- | ------ | ------- | ------ | ------ | --------- |
| 1 | تي بي مازيمبي        | 6   | 3 | 3 | 0 | 10   | 4   | +6  | 12   | الدور ربع النهائي |        | —       | 4–1    | 28 Aug | 17 Jul    |
| 2 | وفاق سطيف            | 6   | 2 | 2 | 2 | 7    | 9   | −2  | 8    | الدور ربع النهائي |        | 17 Aug  | —      | 17 Jul | 0–1       |
| 3 | نادي الدفاع الجديدي  | 6   | 1 | 3 | 2 | 6    | 7   | −1  | 6    |                   |        | 0–2     | 27 Jul | —      | 18 Aug    |
| 4 | نادي مولودية الجزائر | 6   | 1 | 2 | 3 | 4    | 7   | −3  | 5    |                   | 28 Jul | 28 Aug  | 1–1    | —      |           |

| نادي مولودية الجزائر | 1–1   | نادي الدفاع الجديدي |
| -------------------- | ----- | ------------------- |
| - أمير قروي 82'      | تقرير | - حميد أحداد 77'    |

| تي بي مازيمبي                                                               | 4–1   | وفاق سطيف            |
| --------------------------------------------------------------------------- | ----- | -------------------- |
| - بن مالانغو 10'، 23' (ركلة.) - إيليا ميشاك 63' - ناثان سينكالا 82' (ركلة.) | تقرير | - شمس الدين نساخ 12' |

| نادي الدفاع الجديدي | 0–2   | تي بي مازيمبي                          |
| ------------------- | ----- | -------------------------------------- |
|                     | تقرير | - بن مالانغو 51' - عبد الله سيسوكو 54' |

| وفاق سطيف | 0–1   | نادي مولودية الجزائر |
| --------- | ----- | -------------------- |
|           | تقرير | - أمير قروي 89'      |

| تي بي مازيمبي | ضد    | نادي مولودية الجزائر |
| ------------- | ----- | -------------------- |
|               | تقرير |                      |

| وفاق سطيف       | 1- 0  | نادي الدفاع الجديدي |
| --------------- | ----- | ------------------- |
| عبد المؤمن جابو | تقرير |                     |

| نادي الدفاع الجديدي | ضد    | وفاق سطيف |
| ------------------- | ----- | --------- |
|                     | تقرير |           |

| نادي مولودية الجزائر | ضد    | تي بي مازيمبي |
| -------------------- | ----- | ------------- |
|                      | تقرير |               |

| وفاق سطيف | ضد    | تي بي مازيمبي |
| --------- | ----- | ------------- |
|           | تقرير |               |

| نادي الدفاع الجديدي | ضد    | نادي مولودية الجزائر |
| ------------------- | ----- | -------------------- |
|                     | تقرير |                      |

| تي بي مازيمبي | ضد    | نادي الدفاع الجديدي |
| ------------- | ----- | ------------------- |
|               | تقرير |                     |

| نادي مولودية الجزائر | ضد    | وفاق سطيف |
| -------------------- | ----- | --------- |
|                      | تقرير |           |

### المجموعة ج
| م | الفريق               | لعب | ف | ت | خ | أ.له | أ.ع | أ.ف | نقاط | التأهل            |        | الوداد | هورويا | ماميلودي | توغو   |
| - | -------------------- | --- | - | - | - | ---- | --- | --- | ---- | ----------------- | ------ | ------ | ------ | -------- | ------ |
| 1 | نادي الوداد (المغرب) | 6   | 3 | 3 | 0 | 8    | 2   | +6  | 12   | الدور ربع النهائي |        | —      | 28 Jul | 17 Aug   | 3–0    |
| 2 | نادي هورويا          | 6   | 2 | 3 | 1 | 7    | 7   | 0   | 9    | الدور ربع النهائي |        | 17 Jul | —      | 22 May   | 17 Aug |
| 3 | ماميلودي صن داونز    | 6   | 1 | 3 | 2 | 5    | 6   | −1  | 6    |                   |        | 1–1    | 28 Aug | —        | 27 Jul |
| 4 | نادي ميناء التوغو    | 6   | 1 | 1 | 4 | 4    | 9   | −5  | 4    |                   | 28 Aug | 1–2    | 17 Jul | —        |        |

| نادي ميناء التوغو     | 1–2   | نادي هورويا                               |
| --------------------- | ----- | ----------------------------------------- |
| - إيسيفو بوراهانا 51' | تقرير | - داودا كامارا 8' - أبوبكر غال كامارا 75' |

| ماميلودي صن داونز      | 1–1   | نادي الوداد الرياضي  |
| ---------------------- | ----- | -------------------- |
| - سيبوسيسو فيلاكازي 3' | تقرير | - إسماعيل الحداد 20' |

| نادي الوداد الرياضي                                  | 3–0   | نادي ميناء التوغو |
| ---------------------------------------------------- | ----- | ----------------- |
| - محمد أوناجم 2' - نعيم أعراب 6' - محمد الناهيري 56' | تقرير |                   |

| نادي هورويا | 1-1   | ماميلودي صن داونز |
| ----------- | ----- | ----------------- |
|             | تقرير |                   |

| نادي هورويا | 1-1   | نادي الوداد الرياضي |
| ----------- | ----- | ------------------- |
|             | تقرير |                     |

| نادي ميناء التوغو | ضد    | ماميلودي صن داونز |
| ----------------- | ----- | ----------------- |
|                   | تقرير |                   |

| ماميلودي صن داونز | ضد    | نادي ميناء التوغو |
| ----------------- | ----- | ----------------- |
|                   | تقرير |                   |

| نادي الوداد الرياضي | 0-2   | نادي هورويا |
| ------------------- | ----- | ----------- |
|                     | تقرير |             |

| نادي هورويا | ضد    | نادي ميناء التوغو |
| ----------- | ----- | ----------------- |
|             | تقرير |                   |

| نادي الوداد الرياضي | ضد    | ماميلودي صن داونز |
| ------------------- | ----- | ----------------- |
|                     | تقرير |                   |

| نادي ميناء التوغو | ضد    | نادي الوداد الرياضي |
| ----------------- | ----- | ------------------- |
|                   | تقرير |                     |

| ماميلودي صن داونز | ضد    | نادي هورويا |
| ----------------- | ----- | ----------- |
|                   | تقرير |             |

### المجموعة د
| م | الفريق                 | لعب | ف | ت | خ | أ.له | أ.ع | أ.ف | نقاط | التأهل            |        | النجم  | أغوستو | زيسكو  | إمبابان |
| - | ---------------------- | --- | - | - | - | ---- | --- | --- | ---- | ----------------- | ------ | ------ | ------ | ------ | ------- |
| 1 | النجم الرياضي الساحلي  | 6   | 3 | 3 | 0 | 10   | 4   | +6  | 12   | الدور ربع النهائي |        | —      | 18 Aug | 2–1    | 27 Jul  |
| 2 | نادي بريميرو دي أغوستو | 6   | 2 | 3 | 1 | 6    | 5   | +1  | 9    | الدور ربع النهائي |        | 1–1    | —      | 27 Jul | 28 Aug  |
| 3 | نادي زيسكو يونايتد     | 6   | 1 | 3 | 2 | 7    | 6   | +1  | 6    |                   |        | 28 Aug | 17 Jul | —      | 1–1     |
| 4 | نادي إمبابان سوالوز    | 6   | 1 | 1 | 4 | 3    | 11  | −8  | 4    |                   | 17 Jul | 1–0    | 18 Aug | —      |         |

| نادي زيسكو يونايتد | 1–1   | نادي إمبابان سوالوز  |
| ------------------ | ----- | -------------------- |
| - ديفيد أوينو 65'  | تقرير | - سيمانغا شونغوي 81' |

| نادي بريميرو دي أغوستو | 1–1   | النجم الرياضي الساحلي |
| ---------------------- | ----- | --------------------- |
| - لومبالا بوكامبا 43'  | تقرير | - عمار الجمل 66'      |

| نادي إمبابان سوالوز    | 1–0   | نادي بريميرو دي أغوستو |
| ---------------------- | ----- | ---------------------- |
| - فيليكس بادنهورست 59' | تقرير |                        |

| النجم الرياضي الساحلي              | 2–1   | نادي زيسكو يونايتد      |
| ---------------------------------- | ----- | ----------------------- |
| - علية البريقي 46' - عمرو مرعي 56' | تقرير | - لازاروس كامبولي 90+1' |

| نادي إمبابان سوالوز | 3-0   | النجم الرياضي الساحلي                             |
| ------------------- | ----- | ------------------------------------------------- |
|                     | تقرير | 14:كريم العواضي 32: ماهر الحناشي 71:امين الشرميطي |

| نادي زيسكو يونايتد | ضد    | نادي بريميرو دي أغوستو |
| ------------------ | ----- | ---------------------- |
|                    | تقرير |                        |

| نادي بريميرو دي أغوستو | ضد    | نادي زيسكو يونايتد |
| ---------------------- | ----- | ------------------ |
|                        | تقرير |                    |

| النجم الرياضي الساحلي | ضد    | نادي إمبابان سوالوز |
| --------------------- | ----- | ------------------- |
|                       | تقرير |                     |

| نادي إمبابان سوالوز | ضد    | نادي زيسكو يونايتد |
| ------------------- | ----- | ------------------ |
|                     | تقرير |                    |

| النجم الرياضي الساحلي | ضد    | نادي بريميرو دي أغوستو |
| --------------------- | ----- | ---------------------- |
|                       | تقرير |                        |

| نادي زيسكو يونايتد | ضد    | النجم الرياضي الساحلي |
| ------------------ | ----- | --------------------- |
|                    | تقرير |                       |

| نادي بريميرو دي أغوستو | ضد    | نادي إمبابان سوالوز |
| ---------------------- | ----- | ------------------- |
|                        | تقرير |                     |

## وصلات خارجية
- 22nd Edition Of Total CAF Champions League, CAFonline.com